# 모펫산

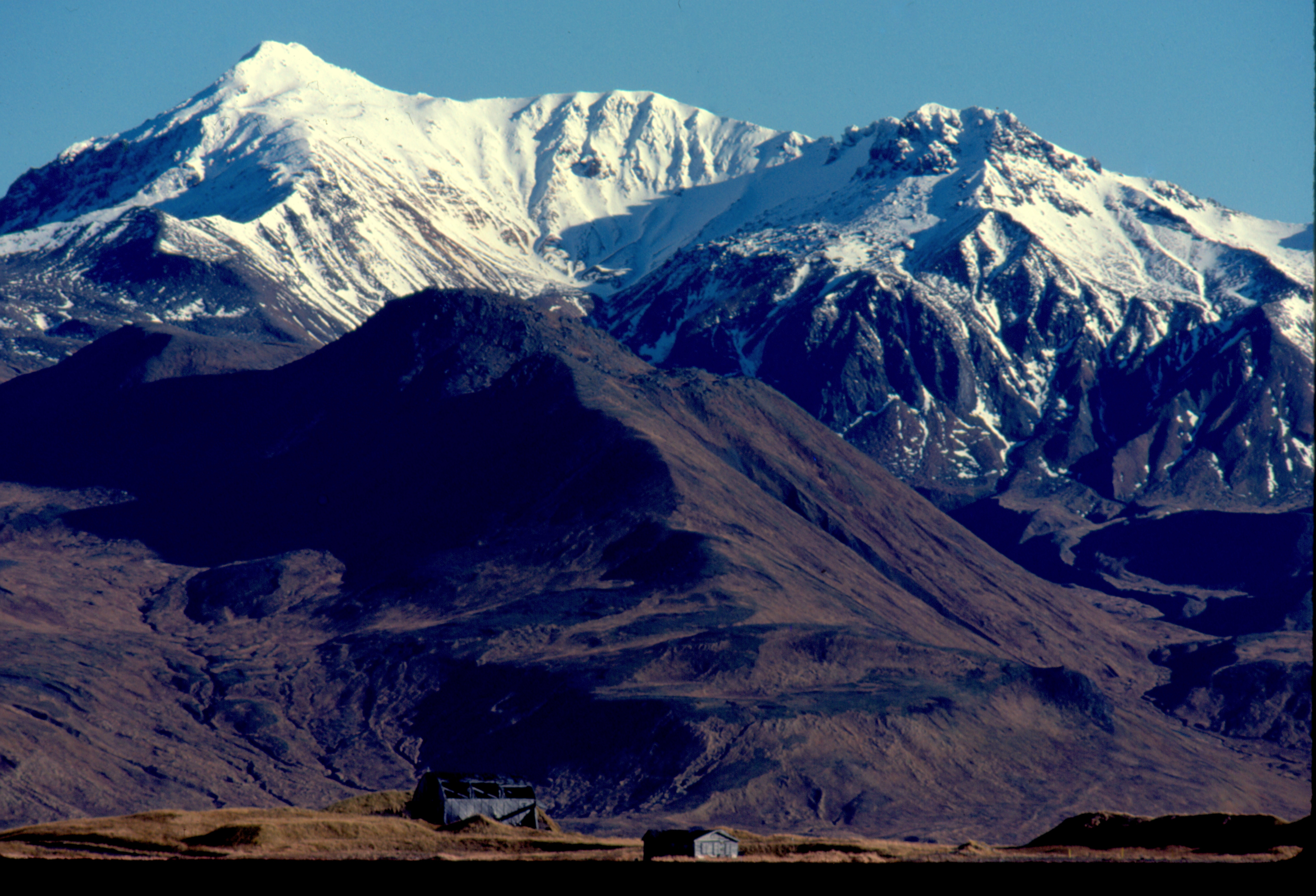

모펫산(Mount Moffett)은 미국 알래스카주 알류산 열도의 아닥 섬에 있는 성층 화산이다. 최고봉은 1,196m(3,924피트)에 이른다. 이곳은 빙하가 많고 주로 고알루미나 현무암과 안산암으로 이루어져 있다. 기록된 역사상 단 한번도 폭발한 적이 없다. 산의 남쪽 측면은 가장 어린 측면으로 추정된다. 다른 알류샨 성층화산과 비교할 때, 모펫은 혼합된 구성의 특징을 지닌 작은 분출구이다.
1936년 미 해군이 윌리엄 애저 모펫(William Adger Moffett) 소장의 이름을 따서 명명했다.
한때 아래쪽 부분에 스키 리프트가 있어서 가끔 스키를 탔다.